# Distrito de Yanahuanca
El distrito de Yanahuanca es uno de los ocho que conforman la provincia de Daniel Alcides Carrión ubicada en el departamento de Pasco en el centro del Perú.
Desde el punto de vista jerárquico de la Iglesia católica forma parte de la Diócesis de Tarma, sufragánea de la Arquidiócesis de Huancayo.

## Historia
El distrito fue creado mediante Ley n.º 9904, del 20 de enero de 1944, en el gobierno del Presidente Manuel Prado Ugarteche.

## Geografía
Ubicado en la región Sierra , con una superficie aproximada de 818,32 km² a 64 km de Cerro de Pasco, con acceso por carretera pavimentada.

## Capital
Es el pueblo de Yanahuanca, enclavado en la zona andina, ubicado a 3 184 m s. n. m. situada en la vertiente oriental de la Cordillera de los Andes, en el valle que forma el río Chaupihuaranga, afluente del Huallaga, con pocos recursos hídricos y cultivos que, generalmente depende de la madre naturaleza, cuenta con una rica y prolifera historia, diversidad de formas de vida y una variada ecología y geografía. Pero lo más importante que debe destacarse se encuentra en la misma historia, donde encontramos que el hombre hizo su presencia desde las épocas primitivas y cuya primera manifestación cultural durante el período de la caza y la pesca fue el grabado de las pinturas rupestres, cuyo mayor vestigio en el valle de Chaupihuaranga lo encontramos en la localidad de Palca, Chinche, Goyllarisquizga, Villo, etc. Más adelante, se registra la presencia en este valle de grandes culturas como los Wari y los Yaros, de cuya existencia son muestras evidentes los pueblos de Pillao, Huarautambo, Astobamba y Goñicutac. La presencia del inca, como inspector de sus dominios, hizo que se construyeran hospedajes como el tambo inca de Huarautambo y los caminos del inca, que se notan claramente desde las punas de Tambopampa hasta Huarautambo.

## Autoridades

### Municipales
- 2019 - 2022[2]
  - Alcalde: Juan Luis Chombo Heredia, del Partido Democrático Somos Perú.
  - Regidores:

  1. Raúl Lucas Hermitaño (Partido Democrático Somos Perú)
  2. Guzmán Ludger Meza Chaca (Partido Democrático Somos Perú)
  3. Julián Víctor Torres Guerra (Partido Democrático Somos Perú)
  4. Elizabeth Marle Bonilla Ilanzo (Partido Democrático Somos Perú)
  5. Alan Hermógenes Ferruzo Fernández (Partido Democrático Somos Perú)
  6. Alcedo Eufracio Vallejos (Partido Democrático Somos Perú)
  7. Jaime Santiago Rivera (Alianza para el Progreso)
  8. Flavio Réquez Fernández (Podemos por el Progreso del Perú)
  9. Pedro Borja Ponce (Pasco Verde)

### Policiales
- Comisario: Mayor  PNP.